# Santa Ana (Kalifornie)
Santa Ana je hlavní město okresu Orange County (metropolitní oblast Los Angeles-Long Beach) v americkém státě Kalifornie. Leží na řece Santa Ana. V roce 2000 zde žilo asi 339 000 obyvatel.

## Osobnosti města
- Marlon Brando (1924 – 2004), herec
- Philip K. Dick (1928 – 1982), spisovatel science fiction
- Don Edmunds (1930–2020), automobilový závodník a konstruktér vozů
- Diane Keatonová (* 1946), herečka, zpěvačka, režisérka a producentka
- Michelle Pfeifferová (* 1958), herečka
- Lindsey Stirling (* 1986), houslistka, zpěvačka, tanečnice a skladatelka